# Lancia Dedra Integrale IAD Magia
La Lancia Dedra Integrale IAD Magia è una concept car basata sulla Lancia Dedra Integrale progettata dalla IAD e presentata nel 1992.

## Contesto
Venne disegnata da Michael Ani e Chris Garfield, si tratta di una coupé sportiva con quattro posti. Presenta un frontale affilato e cofano aggressivo. La fiancata si chiude a cuneo rendendo il design della vettura più vivace. Il motore, dalla cilindrata di 2000 cm³, è in grado di erogare una potenza massima di 178 CV.